# Флорес Лопес, Хосе
Хосе́ Альфре́до Фло́рес Ло́пес (исп. José Alfredo Flores Lopez; род. 3 августа 2003, Санта-Крус-де-ла-Сьерра) — боливийский футболист, нападающий клуба «Стронгест».

## Клубная карьера
Флорес — воспитанник клубов «Академия Тауичи» и «Стронгест». 10 июля 2021 года в матче против «Реал Потоси» он дебютировал в боливийской Примере в составе последнего.

## Международная карьера
В 2019 году в составе юношеской сборной Боливии Флорес принял участие в юношеском чемпионате Южной Америки в Перу. На турнире он сыграл в матчах против команд Эквадора, Венесуэлы, Перу и Чили. 
В 2023 году в составе молодёжной сборной Боливии Флорес принял участие в молодёжном чемпионате Южной Америки в Колумбии. На турнире он сыграл в матче против сборной Уругвая.